# Highland (Contea di Adams, Pennsylvania)
Highland è una township degli Stati Uniti d'America, nella Contea di Adams, Pennsylvania. Secondo il censimento del 2000 la popolazione è di 825 abitanti.

## Storia
Venne creata nel 1863 dall'unione di piccole parti di 3 comuni adiacenti: Hamiltonban, Cumberland, e Franklin

## Società

### Evoluzione demografica
La composizione etnica vede una prevalenza della razza bianca (97.33%), seguita da quella asiatica (0.61%).
| township di Highland Popolazione |     |
| 2000                             | 825 |
| Stima al 01-07-07                | 985 |